# Sergei Volosyan
Bản mẫu:Eastern Slavic name
Sergei Vladimirovich Volosyan (tiếng Nga: Серге́й Владимирович Волосян; sinh ngày 6 tháng 4 năm 1989) là một cầu thủ bóng đá người Nga. Anh thi đấu cho F.K. Torpedo Vladimir.